# Rick de Kikker (televisieprogramma)
Rick de Kikker is een Nederlandse televisieserie voor kleuters uit de jaren zestig, geproduceerd door Joop Geesink.

## Geschiedenis
Rick de Kikker is een poppenserie die van 7 oktober 1967 tot 28 december 1968 werd uitgezonden door de TROS op de nieuwe tv-zender Nederland 2. De serie bestond uit 18 afleveringen. Voor de TROS, die net in het publieke omroepbestel was gekomen, was de serie een belangrijke publiekstrekker en zeer populair bij kleuters. De begintune werd gezongen door de Damrakkertjes. Frans van Dusschoten was de verteller. De teksten waren van Hans Andreus en Mies Bouhuys. De muziek was van Gerard Christenhuis en Harry Hamilton.  De regisseur was Manus van de Kamp. Er werden 26 afleveringen gemaakt, Daarvan zijn er 18 uitgezonden.
Al direct in 1967 verschenen er Rick de Kikker puzzels, sleutelhangers, zakdoeken, stripverhalen en ansichtkaarten, platte plastic poppetjes op een voetstuk, en Rick verscheen op kapstokken, kaarsen, onderzetters, blikken, gordijnstof en serviesgoed. Bij Remia Margarine verscheen in 1969 een vinyl single met het Rick de Kikker-lied gezongen door de Damrakkertjes.
Producent Geesink gebruikte de ervaring die met deze serie werd opgedaan voor zijn bekendste creatie: Loeki de Leeuw (1972).
Rick de Kikker is sinds de jaren negentig tevens de naam geworden van de kikkermascotte van attractiepark Duinrell in Wassenaar.

## Discografie

### Singles
- Een liedje en een verhaaltje over Rick de Kikker "Rick de Kikker" Damrakkertjes, "De Beatles in kikkerland" Frans van Dusschoten - Philips 333 995 JF
- Een Rick de Kikker grammofoonplaat voor : "Rick de Kikker" Damrakkertjes, "De voetbalwedstrijd" Frans van Dusschoten - Remia 113 454 F[4][5] (1969)
- Rick de Kikker / Narretje Notedop - Kinderkoor Jacob Hamel CNR SN 184